# Albert Schneider
Julius Gustav Albert «Bert» Schneider (Cleveland, Ohio, 1 de julio de 1897-20 de febrero de 1986) fue un boxeador canadiense. Obtuvo una medalla de oro en la categoría de peso wélter durante los Juegos Olímpicos de Amberes 1920. A nivel profesional logró una marca de 19 victorias, 23 derrotas y 6 empates. Forma parte del Salón de la Fama de los Deportes de Canadá. 